# 堯利省
堯利省（西班牙語：Provincia de Yauli），是秘魯的省份，位於該國中部胡寧大區，首府是拉奧羅亞，始建於1906年12月10日，面積3,617平方公里，2007年人口49,838，人口密度每平方公里13.78人。
11°31′17″S 75°54′33″W / 11.521514°S 75.909273°W